# Parafia św. Wawrzyńca w Chynowie
Parafia św. Wawrzyńca – rzymskokatolicka parafia w dekanacie Mikstackim diecezji kaliskiej. Kościół wybudowany w 1937 r. przez ówczesnego proboszcza – ks. Sylwestra Koniecznego i wiernych. Świątynia stanęła na miejscu poprzedniej z ok. 1650 r.